# Peter Criss
Pour les articles homonymes, voir Criss.
Pour son album, voir Peter Criss (album).
Peter Criss, né George Peter John Criscuola le 20 décembre 1945, à Brooklyn, New York, est un musicien américain.
Il fut le premier batteur de Kiss, de sa création en 1973 jusqu'en 1980. Il y effectuera deux autres passages : de 1996 à 2001 ainsi que de 2002 à 2004 avant d'être définitivement remplacé par Eric Singer, qui lui empruntera sur scène le maquillage du « Catman » (« l'homme-chat »).

## Biographie

### Jeunesse et premiers groupes
Italo-Américain, George Peter John Criscuola est l'aîné des cinq enfants de Joseph et Loretta Criscuola. Il grandit à Brooklyn, dans le quartier de Williamsburg,.
Son père adore danser et sait se lâcher et improviser sur les pistes de danse ; il déteste le rock 'n' roll et préfère les big bands de jazz. Sa mère adore la musique et chante comme un ange ; jeune fille, elle tombe amoureuse du rock 'n' roll et est constamment à l'écoute des grands chanteurs de rock sur sa radio. Un jour, Peter entend une chanson jouée par l'électrophone de son père, Sing, Sing, Sing avec Gene Krupa à la batterie. Complètement hypnotisé, il décide qu'il sera batteur plus tard, et commence par taper sur les gamelles de cuisine de sa maman. Vers l'âge de sept ans, ses parents, qui pas trop fortunés, lui achètent en jouet, une première batterie qu'il détruit à force de taper dessus. Par la suite, son père lui en fabrique une avec des objets de récupération, sur laquelle Peter écrit (Stars), un nom de groupe imaginaire. Il travaille les roulements comme un forcené dans la chambre de ses parents.
À quinze ans, il trouve un boulot de commis boucher, son patron sachant qu'il aime la batterie, lui vend la sienne à deux-cents dollars, une Slingerland Radio King de 1935, en lui déduisant le montant sur sa paye chaque semaine. Peter n'ayant jamais joué sur un vrai kit de batterie avec grosse caisse, toms, charleston, cymbales, demande des conseils à son ami d'enfance Jerry Nolan qui lui donne sa première leçon.
Par la suite, cherchant à tout prix à percer dans le monde de la musique, Peter commence à intégrer des groupes de reprises, joue dans les boîtes de nuit, les clubs, tous les week-ends. Vers l'âge de 17-18 ans, il est déjà musicien professionnel, ne gagnant sa vie qu'avec la musique, et finit par avoir une certaine notoriété. Un soir de 1965, il reçoit un coup de téléphone d'un ami musicien, un certain Joey Greco (ancien guitariste de Johnny Hallyday de décembre 1963 à avril 1964), recherche un batteur pour une semaine de travail au Metropole Club à New York. Il y rencontre alors Gene Krupa, son idole, son batteur fétiche, son influence majeure, qui lui donnera quelques conseils en batterie.
Par la suite, Peter cherche à jouer dans un groupe qui compose ses propres chansons, il joue dans des groupes comme The Barracudas (1966), Sounds of Souls (1967), The Vintage (1968), The Others (1969), Nautilus (1969-70). En 1970, il intègre un groupe un peu plus populaire, Chelsea avec lequel il enregistre un album en la même année, et une maquette en 1971 pour un second album qui ne sortira jamais. Il intègre ensuite Lips (1972) avec Stan Penridge. Il passe une audition en Angleterre pour être batteur dans le groupe d’Elton John mais il n'est pas retenu. Son ami Jerry Nolan devient le batteur des New York Dolls.

### Batteur de Kiss (1973-1980)

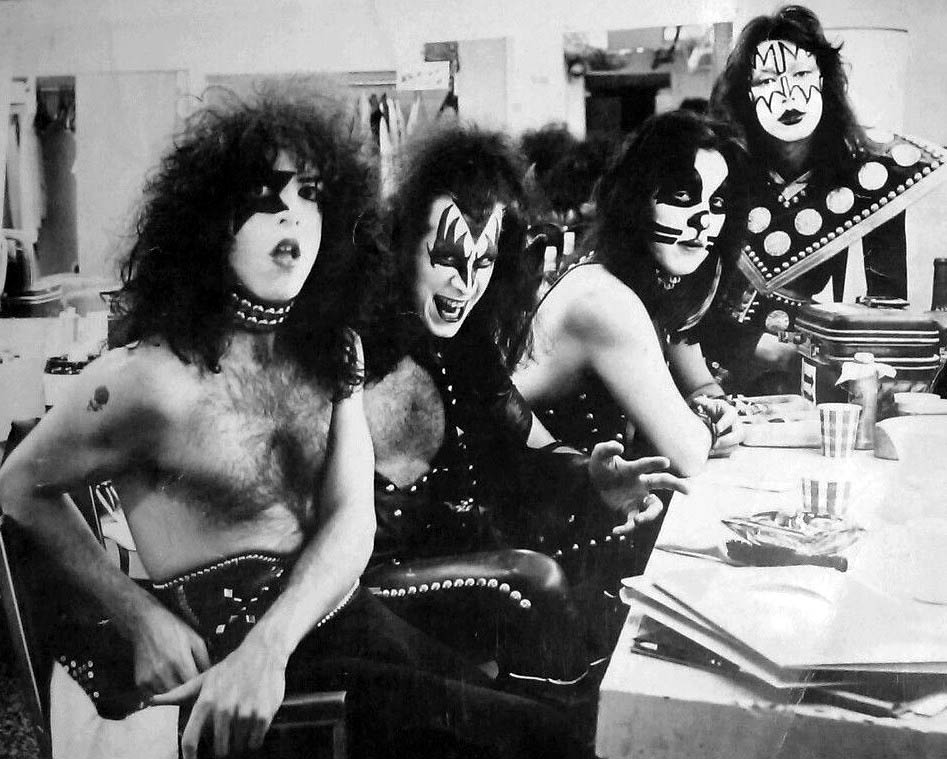
Le groupe KISS en 1975 ; Peter Criss est le deuxième en partant de la droite.

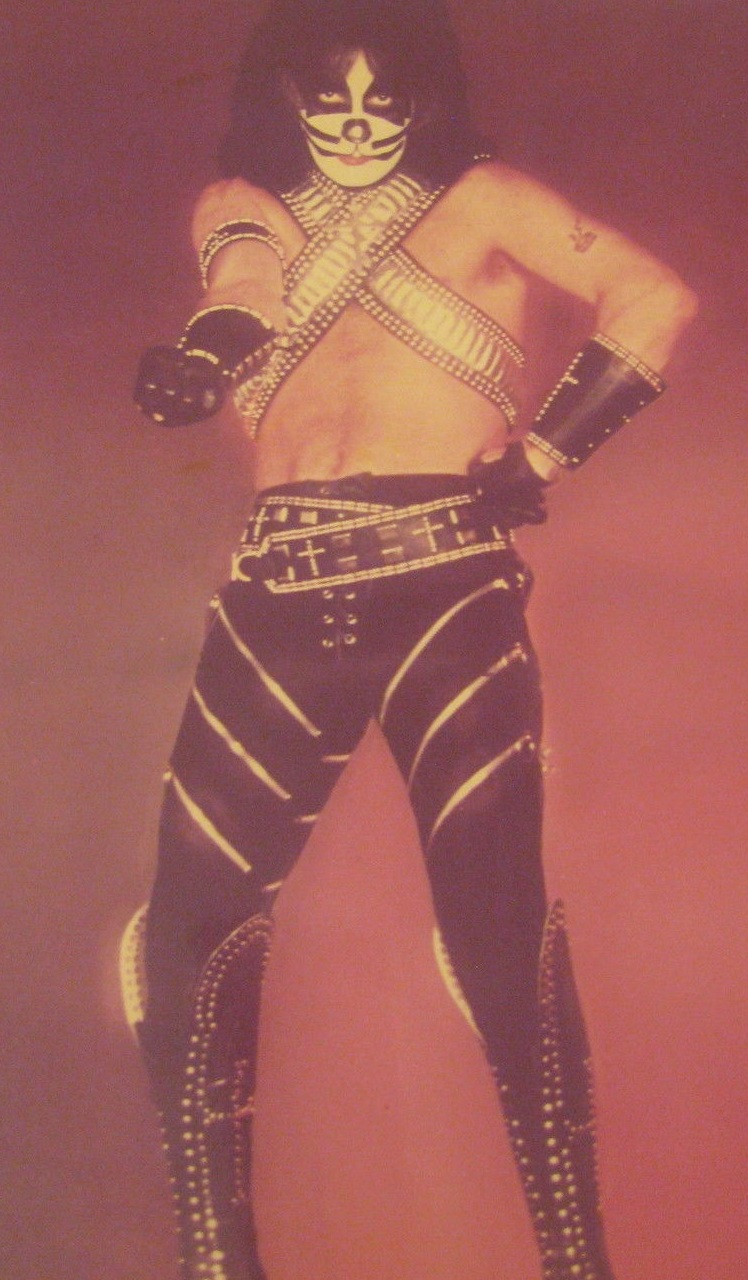
Peter Criss durant l'ère Love Gun en 1977

N'en pouvant plus, Peter décide en octobre 1972 de passer « l'annonce qui va changer sa vie » dans le Rolling Stones Magazine « EXPD. ROCK & roll drummer looking for orig. grp. doing soft & hard music. Peter (tél) Brooklyn. » (« Batteur expérimenté de rock’n’roll recherche groupe original, joue music cool et rock, Peter de Brooklyn »).
Il reçoit un coup de téléphone d'un certain Gene Simmons qui lui demande s'il est mince, s'il a les cheveux longs, s'il chante, quelle « dégaine » il a, et s'il irait jusqu'à « porter une robe sur scène », (ce qui s'avérera par la suite être une blague). Gene et Paul Stanley vont le voir jouer dans un club avec son groupe et trouvent qu'en plus de savoir jouer de la batterie, il chante merveilleusement bien. Il entre dans le groupe qui ne s’appelle pas encore Kiss mais Wicked Lester. Le groupe reste en trio pendant trois mois, Paul s'occupe des solos mais a du mal à s'en sortir. Ace Frehley, le futur guitariste soliste du groupe, arrive peu de temps après, en janvier 1973, la première formation de Kiss est enfin en place.
Kiss fait son premier concert le 30 janvier 1973, ils ne sont pas encore maquillés, et Peter sera le dernier à peaufiner correctement son maquillage de « l'homme-chat », ce sera d'ailleurs un maquilleur professionnel qui viendra l'améliorer le jour de la session photo pour la pochette du premier album du groupe, Kiss (1974).
Par la suite, Kiss sortira pas moins de quatorze albums en cinq ans, (albums solos de 1978 compris) de 1974 à 1979, période considéré par les fans comme la meilleure du groupe. Peter prend beaucoup de plaisir à enregistrer ces disques, notamment Hotter Than Hell (1974) et le live Alive! (1975), où il effectue un solo de batterie axé sur le triolet.
Peter Criss ne compose pratiquement pas mais chante occasionnellement sur quelques titres des premiers albums de Kiss. Peter est un des co-compositeurs de la ballade Beth avec Stan Penridge et Bob Ezrin. Cette chanson restera le plus gros succès de Kiss (7e dans les classements américains) pendant de nombreuses années.
En 1978, Peter comme les autres membres du groupe enregistre son album solo. Sur ce disque, on retrouve plusieurs chansons de sa collaboration avec Stan Penridge dans Lips. Un musicien de studio, un certain Steve Lukather est crédité dans cet album sur deux titres.
En 1979, en raison de ses problèmes familiaux, et constamment sous l'emprise de drogues, il ne joue déjà pratiquement pas sur l’album Dynasty (jouant simplement sur Dirty Livin', titre sur lequel il chante et qui deviendra un tube : un maxi 45 tours sera même édité). C'est le batteur Anton Fig qui assure le reste de la batterie sur ce disque. Ce sera la dernière participation de Peter Criss sur un disque de Kiss avant dix-huit ans.
Peter apparaît sur la pochette d'Unmasked, et dans le clip de Shandi, mais il finit par être renvoyé du groupe par Gene et Paul au printemps 1980 ; Criss n'a en fait participé à aucune chanson de l'album, c'est à nouveau Anton Fig qui se chargera de la batterie sur cet album. Ce dernier, ayant joué sur l'album solo d'Ace Frehley, devait d'ailleurs remplacer Peter au sein de Kiss, mais c'est Eric Carr qui sera finalement choisi en août 1980. Son apparition dans le clip de Shandi constitue la dernière contribution de Criss en tant que batteur de Kiss avant la reformation originale de 1996. Dans une biographie autorisée du groupe, le batteur a révélé s'être effondré en larmes, une fois laissé seul dans les vestiaires du groupe, après la fin du tournage du clip. Il sera remplacé dès la tournée promotionnelle de l'album par Eric Carr, qui restera membre du groupe jusqu'à sa mort en 1991. Cette tournée s'avérera par la suite être la dernière à laquelle Frehley aura participé avant 1996. Le groupe fait toutefois bonne figure pour les médias et les membres tombent d'accord pour affirmer que Peter a quitté Kiss, étant lassé de jouer du hard rock, qu'il s'est marié et que c'est un départ volontaire pour entamer une carrière solo.

### Activités solo (1980-1994)
Peter enregistre alors deux albums solo entre 1980 et 1982. Son côté chanteur de ballade et sa musique « soul-rock » de variété américaine ne contenteront pas les fans. Les albums ne sortiront que sur le marché européen, mais pas aux États-Unis.
Il participe à différents projets dans les années 1980, montant notamment un groupe avec son ami Stan Penridge, The Criss/Penridge Alliance, qui finira par devenir simplement The Peter Criss Alliance. On le retrouve batteur en 1986 de Balls and Fire, mais il reste dans ce groupe que très peu de temps. Il est invité à jouer de la percussion et à faire les chœurs sur l'album d'Ace Frehley Trouble Walkin' en 1989.
À la fin des années 1980, une rumeur circule selon laquelle Peter Criss serait devenu un vagabond alcoolique, Star Magazine publie même en 1989 un article sur le sujet, photos à l'appui, ce qui donne du crédit à cette légende urbaine ; il s'avère par la suite que tout ceci est un canular. Un sans abri, Christopher Dickinson, qui se faisait passer pour lui, viendra s'expliquer dans l'émission de télévision The Phil Donahue Show en 1991, en présence de Peter Criss sur le plateau. Dans la même émission, une femme se plaindra auprès de Peter pour une affaire remontant à 1982. Des rumeurs continueront à circuler par la suite disant que Peter est réellement has been et qu'il vit vraiment sous les ponts. Peter mettra fin à toutes ces histoires en précisant que ce ne sont que des ragots.
En 1991, Peter forme un groupe portant sobrement son nom (CRISS). Cette formation sort un album en 1994.

### Retour chez Kiss et tournée mondiale (1995-2004)
En 1995, après un passage sur scène avec ses anciens compères de Kiss Gene Simmons, Paul Stanley, et Ace Frehley lors d'un concert unplugged sur MTV, le groupe décide de se reformer avec les maquillages. Il participe donc à la reformation de Kiss en 1996. S'ensuit une tournée mondiale gigantesque. En 1998 sort l'album Psycho Circus, premier album de Kiss avec la formation originale depuis 18 ans, numéro 1 aux États-Unis. Il s'est avéré par la suite que Criss avait en réalité très peu participé à l'enregistrement de cet album : il n'a enregistré la batterie que sur un seul titre, Into The Void, le seul composé et chanté par Ace Frehley.
Au cours du Farewell Tour, en 2001, Criss quitte Kiss, s'estimant sous-payé (son salaire aurait vraisemblablement été inférieur à celui de Frehley). Il sera remplacé pour le reste de la tournée par Eric Singer, le batteur qui avait succédé à Eric Carr juste avant la reformation du line-up original en 1996. Singer portera à la fois le maquillage et le costume de Criss, ce qui a causé une vive polémique parmi les fans.
Criss réintégrera ensuite Kiss pour honorer la fin de son contrat. En 2003, il participe à la Kiss Symphony enregistré à Melbourne avec l'orchestre symphonique de Melbourne. Peter chante notamment Beth et Black Diamond, accompagné par l'orchestre symphonique présent sur scène. Il sera limogé quelques semaines plus tard, Paul Stanley et Gene Simmons refusant de renouveler son contrat. Eric Singer l'a à nouveau remplacé, cette fois-ci de manière définitive.

### Activités post-Kiss (depuis 2004)
En 2007, sans compter les quatre albums solo de 1978, Peter est le troisième des membres originaux de Kiss à sortir un album solo, One For All, après Gene (Asshole en 2004) et Paul (Live to Win en 2006).
Le chiffre 3 est d'ailleurs un chiffre porte bonheur pour Peter, il le portera souvent sur ses costumes de scène ou même en tatouage et signera ses autographes "Peter Criss 3", car il est le troisième membre à avoir intégré Kiss lors de la formation du groupe.
Le 10 avril 2014, il est officiellement intégré au Rock and Roll Hall of Fame avec les autres membres fondateurs de Kiss (Simmons, Stanley et Frehley).
Criss donne son dernier concert solo à New York en 2017, marquant son retrait de la musique.

## Équipement
Kit actuel : Batterie DW
- 18" X 22" gros caisse
- 5" X 8" tom
- 6" X 8" tom
- 7" X 8" tom
- 8" X 8" tom
- 13 X 15" tom
- 8" X 10" tom
- 9" X 12" tom

6" X 14" caisse claire
Cymbales : Zildjian
- 20" medium ride
- 19" medium crash
- 12" fast splash
- 18" medium crash
- 15" new beat hi-hats
- 16" medium crash
- 18" medium thin crash

## Discographie

### Avec Chelsea
Album
1. Chelsea (1970)

### Avec Kiss
Albums, compilations, et lives
1. Kiss (1974)
2. Hotter Than Hell (1974)
3. Dressed to Kill (1975)
4. Alive! (live, 1975)
5. Destroyer (1976)
6. Rock and Roll Over (1976)
7. Love Gun (1977)
8. Alive II (live, 1977)
9. Double Platinum (compilation, 1978)
10. Dynasty (1|979)
11. Unmasked (1980) (seulement crédité)
12. The best of... (compilation, 1980)
13. Killers (compilation, 1982)
14. Smashes, Trashes and Hits (compilation, 1988)
15. Kiss Unplugged (live, 1996)
16. You Wanted the Best, You Got the Best!! (compilation, 1996)
17. Greatest Kiss (compilation, 1997)
18. Psycho Circus (1998)
19. The Box Set (compilation, 2001)
20. The Very Best of Kiss (compilation, 2002)
21. Kiss Symphony: Alive IV (live, 2003)
22. Kiss Alive 1975-2000 (compilation, 2006)

### Solo
Albums
1. Peter Criss (1978) (album crédité en tant que Kiss)
2. Out of Control (1980)
3. Let Me Rock You (1982)
4. Balls of Fire (1986) (avec Balls of Fire)
5. Cat #1 (1994) (avec CRISS)
6. One for All (2007)

## Filmographie et vidéographie

### Films
1. Kiss Meets the Phantom of the Park (1978)
2. Detroit Rock City (1999)

### Concerts / vidéos
1. Live in Japan (1977)
2. Detroit Rock City (1977)
3. Exposed (1987)
4. X-treme Close Up (1992)
5. Kiss Konfidential (1993)
6. Kiss My Ass: The Video (1994)
7. Kiss Unplugged (1996)
8. The Second Coming (1998)
9. Las Vegas (1999)
10. Kiss Symphony: The DVD (2003)
11. Love Gun (2005)
12. Kissology Volume One: 1974–1977 (2005)
13. Firehouse (2007)
14. Kissology Volume Two: 1978–1991 (2007)
15. Kissology Volume Three: 1992–2000 (2007)